# Ługnica (Kosowy)
Ługnica – przysiółek wsi Kosowy w Polsce, położony w województwie podkarpackim, w powiecie kolbuszowskim, w gminie Niwiska.
W latach 1975–1998 przysiółek administracyjnie należał do województwa rzeszowskiego.